# Jacopo Zopelli
 (août 2025).
Motif : Je n'ai rien trouvé à son sujet
- Archive Wikiwix
- Bing
- Cairn
- DuckDuckGo
- E. Universalis
- Gallica
- Google
- G. Books
- G. News
- G. Scholar
- Persée
- Qwant
- (zh) Baidu
- (ru) Yandex
- (wd) trouver des œuvres sur Wikidata

| 1. | Préciser le motif de la pose du bandeau. | Précisez le motif de la pose du bandeau en utilisant la syntaxe suivante : {{admissibilité à vérifier\|date=août 2025\|motif=remplacez ce texte par le motif}}                      |
| 2. | Informer les utilisateurs concernés.     | Pensez à avertir le créateur de l'article, par exemple, en insérant le code ci-dessous sur sa page de discussion : {{subst:avertissement admissibilité à vérifier\|Jacopo Zopelli}} |

Pour les articles homonymes, voir Zoppelli.
Jacopo Zopelli (né en 1639 à Venise - mort le 9 mai 1718) était un religieux catholique et un poète italien du XVIIIe siècle.

## Biographie
Ayant achevé ses études au séminaire de cette ville, sous la direction des Clercs réguliers de Somasque, Jacopo Zopelli embrasse l'état ecclésiastique, et se concilie par ses talents, ainsi que par la pureté de ses mœurs, la bienveillance des prélats qui se succèdent sur le siège patriarcal de Venise.
Pourvu de la charge d'archidiacre, il emploie ses loisirs à la culture des lettres, et devint membre de l'académie des Recueillis (gli Raccolti). Il avait la plus grande facilité à rimer sur toutes sortes de sujets ; mais les compositions qu'il a laissées se ressentent malheureusement du goût de son siècle, qui n'était pas celui du naturel.
Sa vieillesse fut calme et heureuse comme l'avait été sa vie entière. Il mourut le 9 mai 1718, et fut inhumé dans l'église patriarcale, avec une épitaphe honorable.

## Œuvres
Jacopo Zopelli a laissé un recueil de vers sous ce titre : Trattenimenti poetici seri e geniali, Venise, 1673, in-12. On trouve son éloge dans le Giornale d'Italia, t. 30, p. 337.

## Sources
- « Jacopo Zopelli », dans Louis-Gabriel Michaud, Biographie universelle ancienne et moderne : histoire par ordre alphabétique de la vie publique et privée de tous les hommes avec la collaboration de plus de 300 savants et littérateurs français ou étrangers, 2e édition, 1843-1865 [détail de l’édition]